# Durchreise – Die Geschichte einer Firma
Durchreise ist eine Miniserie, die 1993 vom ZDF erstmals ausgestrahlt wurde. Sie basiert auf dem gleichnamigen Theaterstück von Curth Flatow. Regie führte Peter Weck.
Die Erstausstrahlung lief anlässlich der „Woche der Brüderlichkeit“ in Deutschland.

## Handlung
Der jüdische Kaufmann Max Salomon ist Besitzer einer kleinen Modellfirma im Berlin der 1930er Jahre. Die Serie beginnt 1931 und schildert sein Leben sowie das seiner Angestellten und seiner Familie während der Nazidiktatur, des Zweiten Weltkriegs sowie in der Zeit danach. Den Schlusspunkt setzt die sechste Folge 1991.

## Episoden

### Folge 1: 1931
Max Salomon ist Besitzer einer kleinen Modellfirma in Berlin. Am 1. Oktober fängt der neue kaufmännische Lehrling Siegfried Fraenkel in seiner Firma an. Siegfried hat eigentlich kein Interesse an Bekleidung und möchte lieber Archäologie studieren. Sein Onkel Richard, der mehrere Uhren-Geschäfte besitzt, hat ihm  die Lehrstelle vermittelt. Da Siegfrieds Mutter arbeitslos ist, nimmt er die Stelle bei Max Salomon an.
In der Firma arbeiten noch der Konfektionär Helmut Naumann, der Verkäufer Ernst Fiedler sowie das Lehrmädchen Monika Helmholtz. Monika verliebt sich in Siegfried, der sie jedoch zunächst nur als Kollegin und etwas später als gute Freundin betrachtet.

### Folge 2: 1933
Die Folge beginnt mit dem Reichstagsbrand. Max’ Frau Selma möchte am liebsten sofort auswandern, doch Max ist dagegen. Er meint, dass Hitler sich nicht lange wird an der Macht halten können, und hat Angst, seine Firma zu verlieren.
Der Verkäufer Ernst Fiedler tritt unmittelbar in die NSDAP ein und warnt Salomon, dass er sich nun als Jude zurückhalten müsse. Einige Tage später wird ein jüdischer Geschäftsfreund durch pöbelnde SS-Mitglieder angegriffen. Dies macht Max bewusst, dass es für ihn doch besser wäre auszuwandern. Er überredet Selma, die eine Flucht zu ihrem Cousin nach New York vorzieht, zunächst zu ihrem Bruder nach Amsterdam zu übersiedeln. Er verkauft seine Firma, die dank der Finanzierungshilfe von Richard Fraenkel durch Siegfried, Monika und Helmut übernommen wird.

### Folge 3: 1934–1938
Die Firma wird mittlerweile von Helmut und Siegfried geführt. Monika ist zunächst ausgestiegen, da sie Siegfried nicht mehr begegnen möchte, der eine andere Frau geheiratet hat. Max, der aus Holland zurückgekehrt ist (er hat sich mit seinem Schwager in Amsterdam nicht verstanden), überredet sie, wieder in die Firma einzusteigen. Die Nürnberger Gesetze führen zu größeren Problemen, da Siegfried Fraenkel als „Halbjude“ gilt (sein Vater war Jude, seine Mutter nicht). Die Repressalien nehmen überhand und münden in der „Reichskristallnacht“.
Max hat mittlerweile seine Frau Selma verloren, die an Krebs litt. Sie hatte ihm die Krankheit verheimlicht. Max beschließt, in Deutschland zu bleiben, und hofft, dass sich noch alles zum Guten wenden wird.

### Folge 4: 1939–1944
Der Zweite Weltkrieg beginnt und für die Firma wird das Überleben immer schwieriger. Siegfried ist offiziell kein Chef mehr, wird von allen Angestellten aber immer noch so angesehen.  Seine Frau, eine Nichtjüdin, hat sich mittlerweile von ihm getrennt und versagt ihm auch den Kontakt zu seinem Kind.
Als Deportationen beginnen, entschließt sich Siegfried, nach England zu fliehen. Dies gelingt ihm mittels des Passes von Ernst Fiedler, der diesen verloren hat. Vorher kommt es noch zu einer Liebesnacht mit Monika, da Siegfried nun doch erkannt hat, dass sie ihn liebt. Monika wird schwanger und hat Angst vor „Rassenschande“. Max rät ihr, sich einen stellvertretenden Vater zu suchen, der das Kind als seines anerkennt. Monika kann ihren Vetter überzeugen, diese Rolle zu übernehmen.

### Folge 5: 1944–1945
Der Zweite Weltkrieg schreitet voran und für das Deutsche Reich brechen schwierige Zeiten an. Die Firma wird von einer Bombe getroffen und brennt ab. Monika kann etwas Inventar retten und übersiedelt in die alte Villa von Richard Fraenkel. Sie schafft es mittels gefälschter Papiere, Max zur Flucht zu verhelfen. Die letzten Kriegstage erlebt Max im Haus eines NS-Funktionärs in der Nähe von Leipzig. Dort wird er von den einmarschierenden Sowjets verhaftet, kann aber zum Glück nachweisen, dass er ein versteckt lebender Jude ist. Er kehrt nach Berlin zurück und steigt wieder in die Firma ein.

### Folge 6: 1945–1991
Max feiert 1991 seinen 95. Geburtstag. Monika holt ihn ab und beide erinnern sich auf der Taxifahrt an die vergangenen Zeiten. Die Jahre 1948, 1961 und 1966 spielen die Hauptrolle. Die Firma wird nun von Monikas Sohn Klaus geleitet.

## Wissenswertes
Der Name „Durchreise“ bezieht sich auf die Tage des Jahres, an denen die Einkäufer der Modegeschäfte die Modellfirmen aufsuchen, um sich die Kollektion präsentieren zu lassen, so wie auf die Messe Berliner Durchreise.

## DVD
Die Folgen erschienen 2009 in einem Dreier-DVD-Set.

## Aufzeichnung einer Theateraufführung  von 1985
Bereits am 25. Dezember 1985 übertrug der SDR unter dem gleichen Titel eine 150-minütige Aufzeichnung aus dem Theater am Kurfürstendamm in Berlin. Im Jahre 1987 gab es noch zwei Wiederholungen, eine davon bei 1 Plus.
Darsteller:
- Georg Thomalla: Max Salomon
- Ute Willing: Monika Helmholtz
- Wolfgang Sembdner: Siegfried Fraenkel
- Wilfried Herbst: Helmut Naumann
- Hans Nitschke: Gütschow
- Ekkehard Fritsch: Ernst Fiedler
- Franziska Oehme: Daisy
- Torsten Sense: Werner Böhm
- Waltraud Habicht: Gertrud Stranitzky
- Martin Wölffer: Klaus Wagner
- Toni Herbert: Herr Rosenstein / SA-Mann
- Hans-Horst Jochmann: Herr Grünefeld
- Rüdiger Medam: SA-Mann

Regie: Jürgen Wölffer